# Ethiocoelidia pecta
Ethiocoelidia pecta är en insektsart som beskrevs av Nielson 1992. Ethiocoelidia pecta ingår i släktet Ethiocoelidia och familjen dvärgstritar. Inga underarter finns listade i Catalogue of Life.